# Goudmaskerdikkop
De goudmaskerdikkop (Pachycare flavogriseum) is een zangvogel uit de familie Acanthizidae (Australische zangers).

## Verspreiding en leefgebied
Deze soort is endemisch in Nieuw-Guinea en telt vier ondersoorten:
- P. f. flavogriseum: de Vogelkop.
- P. f. lecroyae: noordelijk-centraal Nieuw-Guinea.
- P. f. subaurantium: westelijke-centraal en centraal Nieuw-Guinea.
- P. f. subpallidum: Huon-schiereiland en zuidoostelijk Nieuw-Guinea.

## Status
De grootte van de populatie is niet gekwantificeerd maar de soort wordt omschreven als algemeen in de bergen. Op de Rode lijst van de IUCN heeft deze soort de status niet bedreigd.